# ماگدالنا نوینر
ماگدالنا نوینر (آلمانی: Magdalena Neuner؛ زادهٔ ۹ فوریهٔ ۱۹۸۷) یک ورزشکار ورزش دوگانه اهل آلمان است.